# Ramadhan K. H.

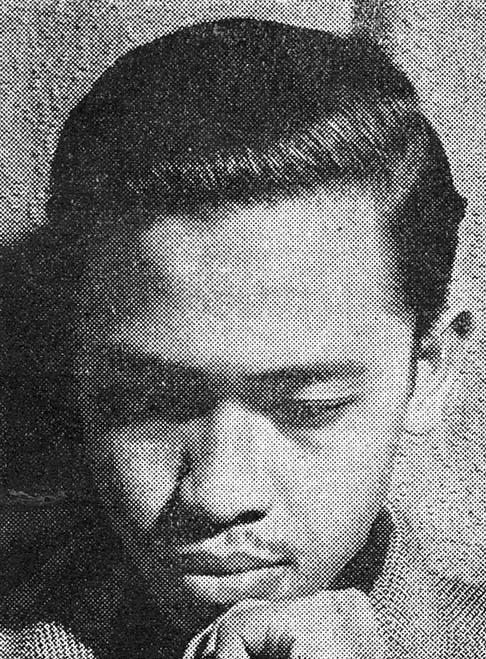
Ramadhan K.H.

Ramadhan Karta Hadimaja (* 16. März 1927 in Bandung, Niederländisch-Indien; † 16. März 2006 in Kapstadt) war ein indonesischer Schriftsteller.

## Leistungen
Ramadhan K. H. gilt als einer der bedeutendsten Vertreter der postkolonialen indonesischen Literatur. Sein Werk umfasst Gedichte, Romane und Kurzgeschichten. In Indonesien wurde er Mitte der 1950er Jahre durch seinen Gedichtzyklus Priangan Si Jelita bekannt. Dieses mit einem wichtigen nationalen Literaturpreis ausgezeichnete Werk liegt unter dem Titel Priangan, herrliches Land in der deutschen Übersetzung des Malaiologen Berthold Damshäuser vor.
Gemeinsam mit Berthold Damshäuser war Ramadhan K. H. auch Mitherausgeber von Anthologien deutscher Lyrik in indonesischer Übersetzung bzw. indonesischer Lyrik in deutscher Übersetzung.
Ramadhan K. H. gilt in Indonesien als Begründer des literarischen Genres Biographischer Roman. Er war Verfasser zahlreicher belletristisch gestalteter Biographien indonesischer Persönlichkeiten der Zeitgeschichte, darunter der des früheren indonesischen Staatspräsidenten Soeharto, die ebenfalls in deutscher Übersetzung vorliegt.

## Werke
- Priangan, herrliches Land, in: Gebt mir Indonesien zurück!, Horlemann-Verlag, Bad Honnef 1994
- Soeharto: Gedanken, Worte und Taten. Eine Autobiographie aufgrund von Schilderungen gegenüber G. Dwipayana und Ramadhan K.H., deutsche Übersetzung: Thomas Zimmer, herausgegeben von Berthold Damshäuser, Druck und Verlag: PT. Citra Lamtoro Gung Persada, Jakarta 1994, ISBN 979-8085-01-9